# Mongolia na Zimowych Igrzyskach Olimpijskich 2006
Mongolię na Zimowe Igrzyska Olimpijskie 2006 reprezentowało dwoje zawodników. Wystartowali oni w biegach narciarskich.
Był to jedenasty start Mongolii na zimowych igrzyskach olimpijskich.

## Wyniki reprezentantów Mongolii

### Biegi narciarskie
Mężczyźni
- Chürelbaataryn Chasz-Erden

15 km stylem klasycznym – 85. miejsce
Kobiety
- Erden-Ocziryn Oczirsüren

10 km stylem klasycznym – 68. miejsce